# Serbische Fichte

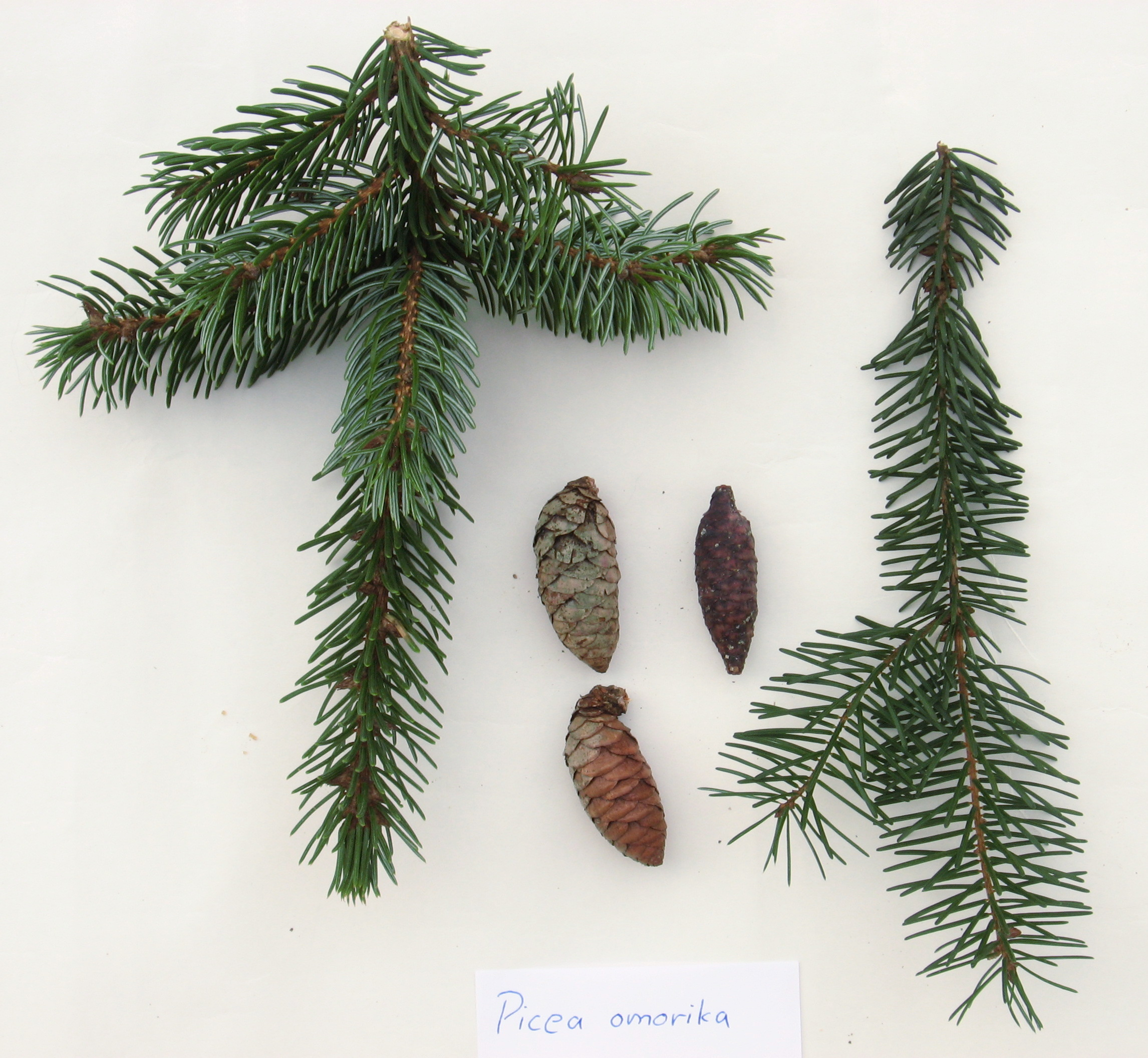
Zweige aus Sonne- und Schattenbereich sowie Zapfen

Die Serbische Fichte (Picea omorika), auch Omorika-Fichte (benannt nach dem serbischen Trivialnamen für die Art omorika/оморика), ist eine Pflanzenart aus der Gattung der Fichten (Picea) innerhalb der Familie der Kieferngewächse (Pinaceae). Sie kommt nur in einem kleinen Gebiet nördlich von Višegrad in Serbien und in Bosnien-Herzegowina vor. Sie wurde 1876 von dem serbischen Botaniker Josif Pančić als Pinus omorika erstbeschrieben und nach ihm „Pančićeva omorika“ genannt.

## Beschreibung

### Habitus
Die Serbische Fichte erreicht Wuchshöhen von 30 bis 40 Meter, das höchste Exemplar maß 53 m. Der Brusthöhendurchmesser erreicht maximal 72 Zentimeter. Das Höchstalter liegt bei 160 bis 200 Jahren. Sie bildet eine recht schmal-keglige bis schmal-zylindrische Krone, die oft durch die symmetrisch beastete Krone auch pagodenartig gestuft sein kann. Junge Bäume haben eine eher breite Krone. Die Äste sind kurz, hängend und haben eine aufwärts gerichtete Spitze. Der Stamm ist dünn und kerzengerade.

### Knospen und Nadeln
Die Winterknospen sind rund bis spitz eiförmig, rotbraun und 3,5 bis 5 Millimeter lang. Sie verharzen nicht. Die Endknospe ist oft von Nadeln bedeckt. Die äußeren Knospenschuppen sind lanzettlich und zugespitzt, die inneren sind kurz, eiförmig und stumpf. Die Blütenknospen sind größer.
Die Nadeln sind dorsiventral abgeflacht und bifacial. Die Breite beträgt mehr als fünfmal die Höhe. Die Spaltöffnungen sind auf die morphologische Oberseite beschränkt. Bei den Seitenzweigen weist die Oberseite jedoch durch die gedrehte Nadelbasis nach unten. Die tatsächliche Unterseite ist daher durch die Spaltöffnungsstreifen silbrig grau, die tatsächliche Oberseite dunkelgrün. Die Nadeln stehen dicht, haben eine deutliche Mittelrippe. Die Länge beträgt 12 bis 20 Millimeter, die Breite 1,5 bis 2 Millimeter. Sie bleiben bis zu 12 Jahren an den Zweigen.

### Blüten, Zapfen und Samen
Die erste Blüte erfolgt im Alter von 15 bis 20 Jahren, die höchste Samenproduktion erfolgt mit etwa 40 Jahren. Blütezeit ist von Mai bis Juni. Männliche und weibliche Blüten befinden sich an einem Baum (Monözie) im oberen Kronenbereich. Die weiblichen Blütenzapfen sind rot, 1,5 bis 2,5 Zentimeter lang und stehen aufrecht, seiten- bis endständig an Seitentrieben. Die männlichen Blüten sind rötlich gelb und rund einen Zentimeter lang und stehen seitenständig an den vorjährigen Trieben. Die Pollenkörner sind 64,5 µm lang, 77,2 µm breit und 55,7 µm hoch, sie tragen zwei Luftsäcke.
Die Befruchtung erfolgt vielfach durch Selbstbefruchtung. Von der Blüte bis zur Samenreife vergeht eine Vegetationsperiode. Die reifen Zapfen sind 4,5 bis 6 Zentimeter lang und 2,5 bis 3 Zentimeter breit, glänzend braun bis rotbraun. Ihr Umriss ist eiförmig. Sie hängen und haben teilweise einen kurzen Stiel. Die Samenschuppen sind rundlich, 11 Millimeter lang, 13 Millimeter breit und am Rand wellig gezähnt. Die Deckschuppen sind sehr klein, von außen nicht sichtbar, ihr Rand ist gesägt. Ein Zapfen besteht aus 80 bis 110 Schuppen.
Im unreifen Zustand sind die Zapfen grün und violett überlaufen. Die Samenreife erfolgt im Oktober/November des ersten Jahres, die Zapfen bleiben danach noch bis zu einem Jahr am Baum. Die Samen werden meist erst ab dem Frühjahr nach der Samenreife entlassen. Alle drei bis vier Jahre tritt ein Mastjahr auf.

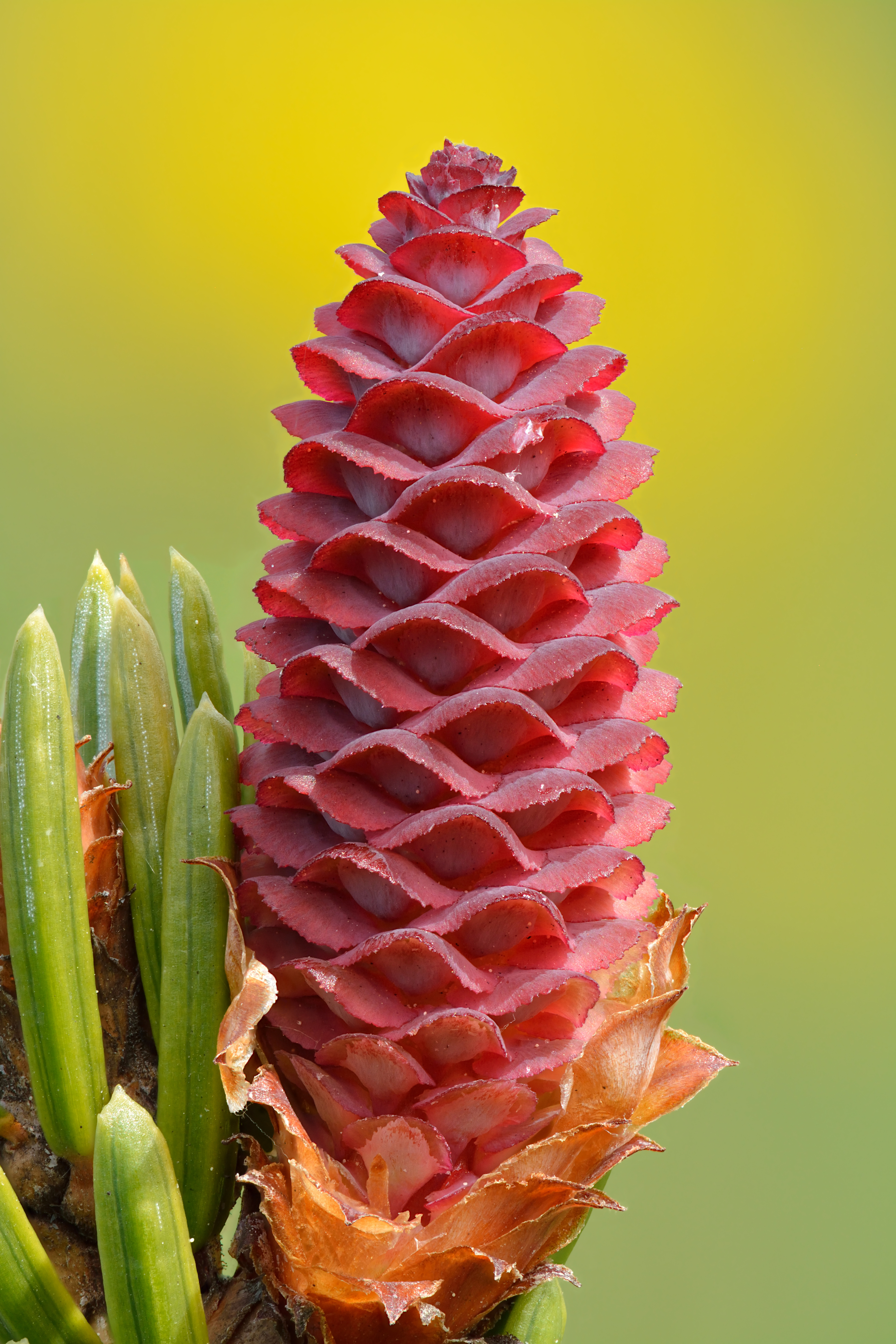
Weiblicher Blütenzapfen
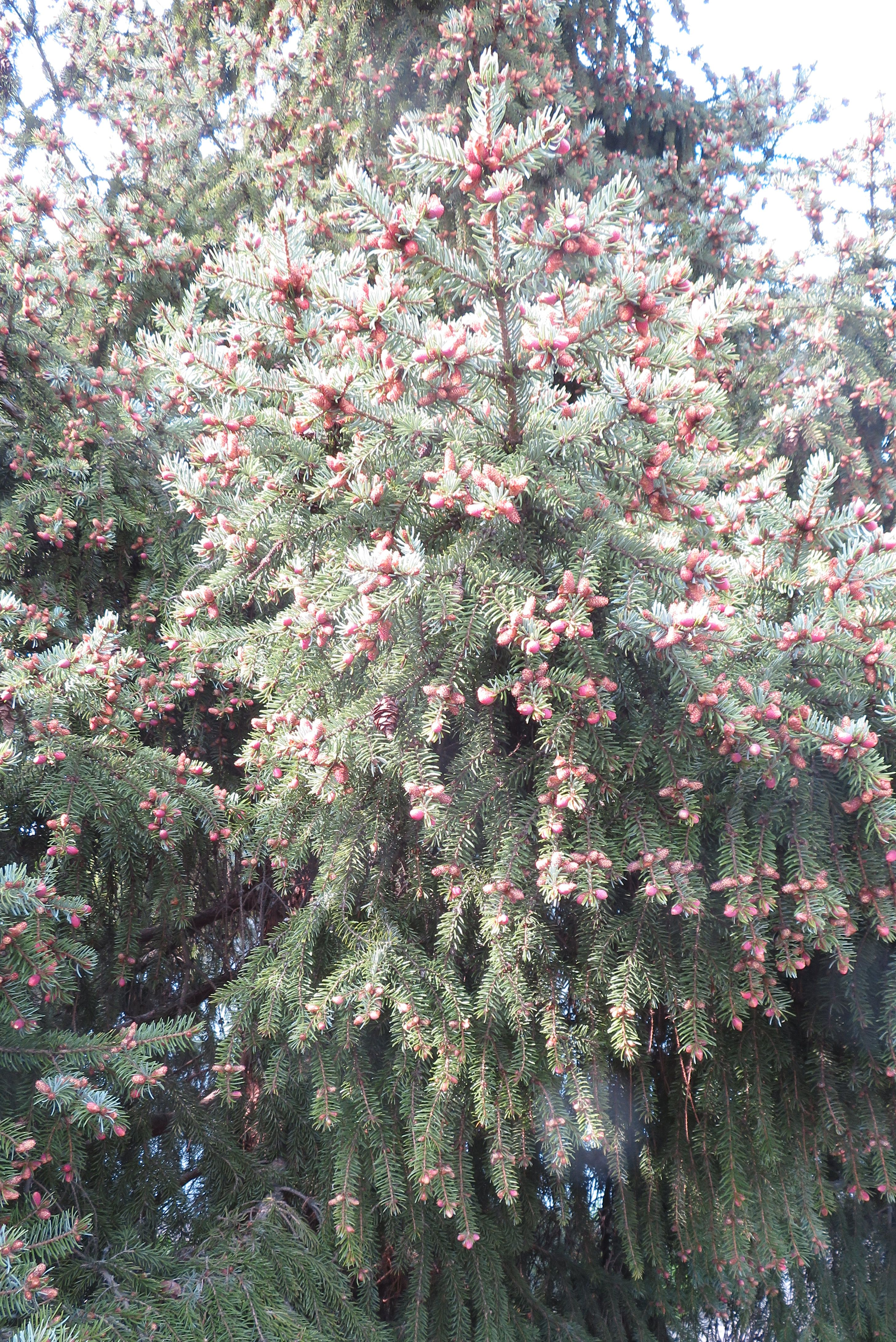
Blühende Zweige
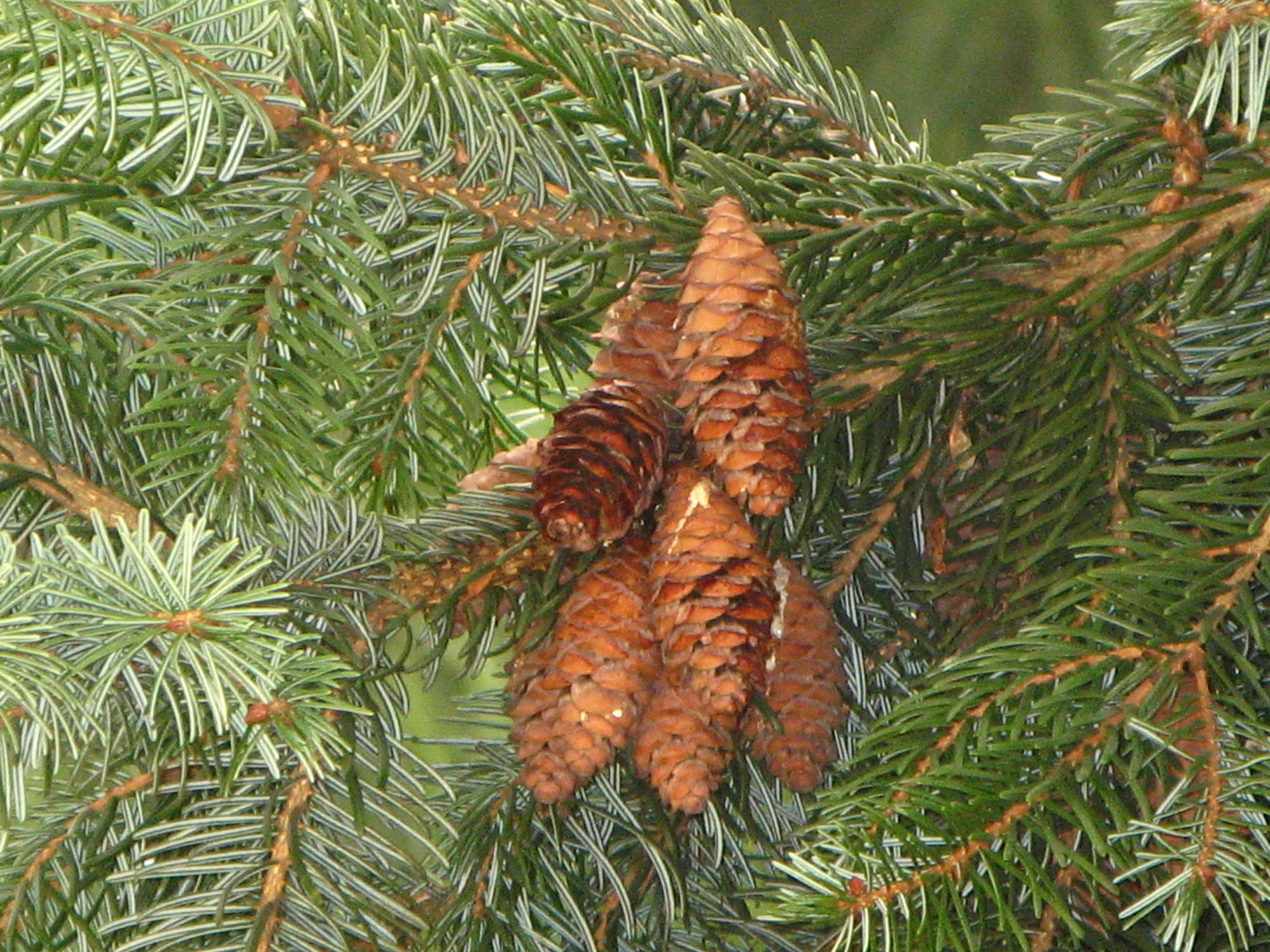
Reife Zapfen

Die Samen sind zwei bis drei Millimeter lang und haben einen rund 8 Millimeter langen Flügel.
Der Sämling besitzt fünf bis sechs Keimblätter mit Längen von 10 bis 12 Millimeter.
Die Chromosomenzahl beträgt 2n = 24.

### Rinde
Die Borke ist graubraun, eher dünn und löst sich bei älteren Bäumen in rundlichen Schuppen von 6 bis 17 Zentimeter Durchmesser. Sie ist häufig von Harztropfen bedeckt. Im Rindenparenchym gibt es viele Harzkanäle mit einem Durchmesser von 1 bis 4 Millimeter.
Junge Triebe haben eine dichte, kurze Behaarung. Sie tragen eine Vielzahl von Nadelkissen, ihre hellbraune Rinde ist gefurcht.

### Holz
Das Holz ähnelt dem der Gemeinen Fichte (Picea abies). Kern- und Splintholz sind gleichfarbig. Das Spätholz ist etwas dunkler als das Frühholz. Die Holzfasern sind einreihig und es gibt viele Harzkanäle. Die Rohdichte (r12) beträgt 0,5 bis 0,52 g/cm−3. Das Holz besteht aus 50 % Zellulose, 11 % Pentosen und 25 % Lignin.

## Verbreitung und Standort
Das natürliche Areal der Serbischen Fichte ist ein kleines Gebiet im Grenzbereich zwischen Serbien und Bosnien-Herzegowina nördlich der Stadt Višegrad im Tara-Gebirge beiderseits der Drina. Die Ausdehnung beträgt in NW-SO rund 40 Kilometer, in SW-NO rund 25 Kilometer. Es gibt rund 50 Einzelbestände zwischen 3 und 3000 Bäumen, die gesamte Bestandesfläche beträgt rund 60 Hektar.
Die Fichten wachsen in Höhenlagen von 800 bis 1400 Meter, meist in Mischbeständen mit Pinus nigra, Pinus sylvestris, Picea abies, Fagus sylvatica, manchmal auch Quercus cerris, Carpinus betulus, Populus tremula und Acer campestre. Die Standorte sind steile, nach Norden bis Nordwesten weisende Hänge. Der Untergrund sind vorwiegend Kalkstein-Verwitterungsböden mit mäßigem Nährstoff- und hohem Humusgehalt (wenig entwickelte Rendzinen). Der pH-Wert des Bodens ist neutral. Die natürlichen Bestände befinden sich in sommerkühlem Klima mit eher hoher Luftfeuchtigkeit. Die Winter sind kalt und schneereich. Die Niederschläge in Höhenlagen bis 1000 m, wo die meisten Bestände stocken, betragen rund 1000 mm, gleichmäßig über das Jahr verteilt. Die Jahresdurchschnittstemperatur liegt bei 4 bis 6 °C. Gegen Spätfröste ist sie unempfindlich.
Die Bestände sind durch Waldbrände und Nutzung stark dezimiert worden, die Art ist seit langem im Rückgang begriffen.

## Nutzung

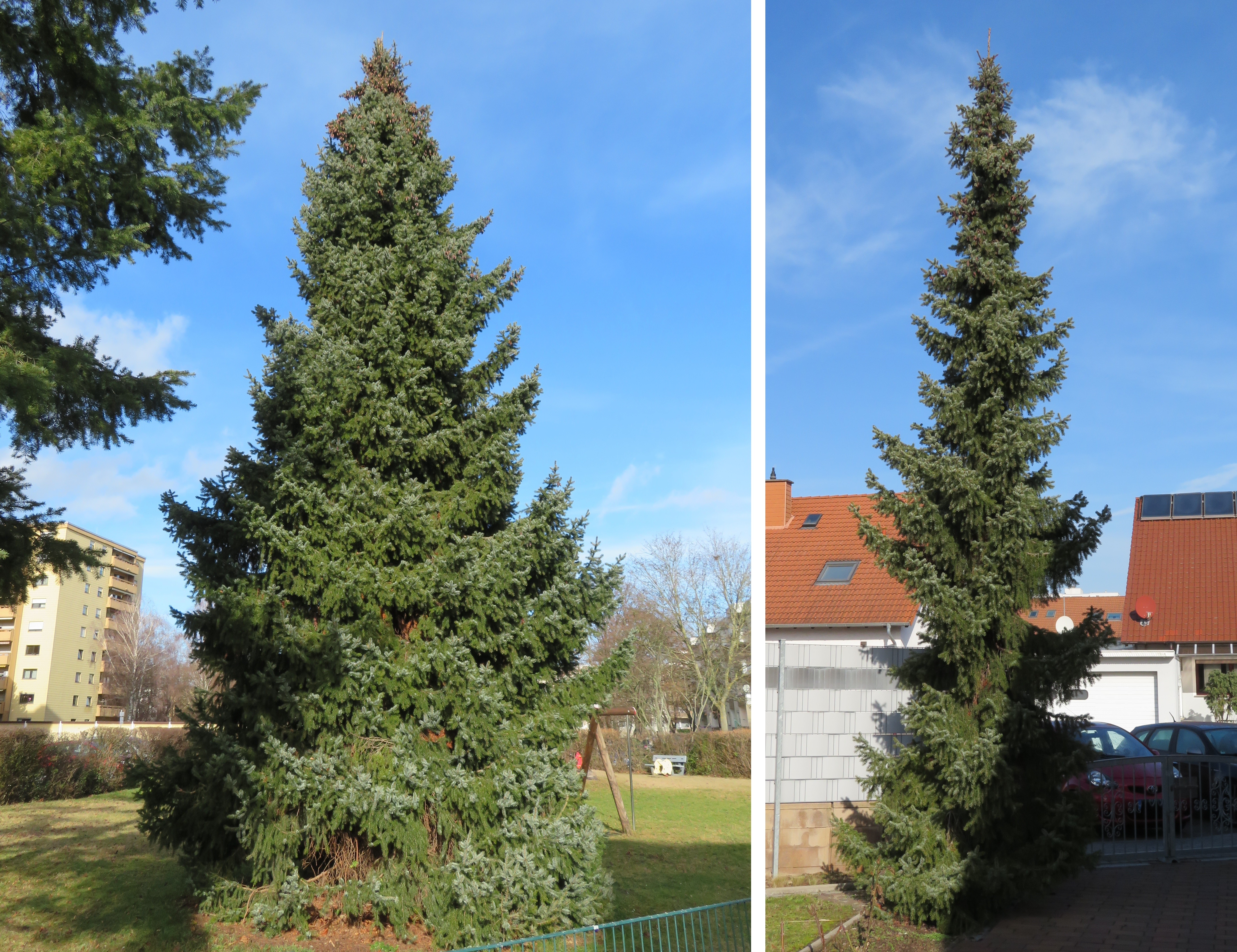
Freistehende Exemplare von Picea omorika in verschiedenen Varietäten

Die Serbische Fichte wird in Mitteleuropa verbreitet als Garten- und Parkbaum gepflanzt, wo ihre schmalkronige, dichtnadelige und bis zum Boden beastete Wuchsform geschätzt wird. Aufgrund ihrer Unempfindlichkeit gegen Rauchgase eignet sie sich in besonderer Weise für Anpflanzungen in Industriegebieten und städtisch geprägten Bereichen. In den USA wird sie als Christbaum verwendet. Als Forstbaum hat sie keine Bedeutung, da sie in der Wüchsigkeit der Gemeinen Fichte unterlegen ist.

## Krankheiten und Schädlinge
Die Serbische Fichte galt lange als unempfindlich gegenüber Luftschadstoffen. Sie ist allerdings anfällig gegenüber Schwefeldioxid und Fluorwasserstoff. Die Art ist aufgrund des späten Austriebszeitpunkt unempfindlich gegenüber Spätfrösten. Schneebrüche werden hauptsächlich durch Nassschnee verursacht. Vor allem in Gebieten, wo die Art neu angepflanzt wird, tritt das so genannte „Omorika-Sterben“ auf, das durch eine Anreicherung an Chlor-Ionen im Wurzelbereich ausgelöst wird. Biotische Schädlinge stellen keine ernste Bedrohung für die Serbische Fichte dar. Rotfäule wird durch den Pilz Heterobasidion annosum ausgelöst. Der Gemeine Hallimasch (Armillaria mellea) befällt häufig die Serbische Fichte. Der Befall kann so stark sein, dass der Wirtsbaum abstirbt. Der Buchdrucker (Ips typographus), der Gestreifte Nutzholzborkenkäfer (Trypodendron lineatum) und der Kupferstecher (Pityogenes chalcographus) gehören zu den häufigsten Borkenkäfern, die die Serbische Fichte befallen. Als Blattschädling tritt die Sitkafichtenlaus (Liosomaphis abietina) auf. Die Serbische Fichte scheint resistent gegenüber der Kleinen Fichtenblattwespe (Pristiphora abietina) zu sein.

## Taxonomie und Systematik
Die Serbische Fichte wurde 1876 von Joseph Pančić in Neu. Conif. Alp. Seite 4 als Pinus omorika erstbeschrieben. Die Art wurde 1877 von Emanuel von Purkyně in Oesterreichische Monatsschrift für Forstwesen, Band 27, Seite 446 als Picea omorika (Pančić) Purk. in die Gattung Picea gestellt.
Innerhalb der Gattung Fichten (Picea) wird die Serbische Fichte in die Sektion Omorika gestellt. Als ihre nächsten Verwandten gelten die Sikkim-Fichte (Picea spinulosa) und die Siskiyou-Fichte (Picea breweriana). Eine molekulargenetische Studie der Gattung konnte die genauen Verwandtschaftsverhältnisse von Picea omorika nicht im Detail aufklären.

### Entwicklungsgeschichte
Im Tertiär und in der letzten Zwischeneiszeit waren die Vorfahren der Serbischen Fichte in weiten Bereichen Europas vertreten. Die letzte Eiszeit überstand sie in Rückzugsgebieten an der Drina. Nach dem Ende der Eiszeit konnte sie sich nicht mehr ausbreiten, obwohl sie über eine hohe Samenproduktion verfügt und im Wesentlichen eine Pionierpflanze ist. Als Hauptgrund wird vor allem ihre geringere Konkurrenzkraft gegenüber der Gemeinen Fichte (Picea abies), der Rotbuche (Fagus sylvatica) und der Weiß-Tanne (Abies alba) angenommen.

## Belege
- Peter Schütt: Picea omorika. In: Schütt, Weisgerber, Schuck, Lang, Stimm, Roloff: Lexikon der Nadelbäume. Nikol, Hamburg 2004, ISBN 3-933203-80-5, S. 297–305.
- Threatend Conifers of the World International Resource Programme, Royal Botanic Garden Edinburgh – Picea omorika Panc. Purkyne – auf der Website der Threatend Conifers of the World Programme des RBG Edinburgh.